# Otto Alrutz
Axel Otto Alrutz, född 15 september 1842 i Grisslehamn i Väddö församling, död 8 april 1923 i Finska församlingen, Stockholm var en svensk ingenjör. Han var farbror till Sydney Alrutz och far till Otto Alrutz.

## Liv och verk

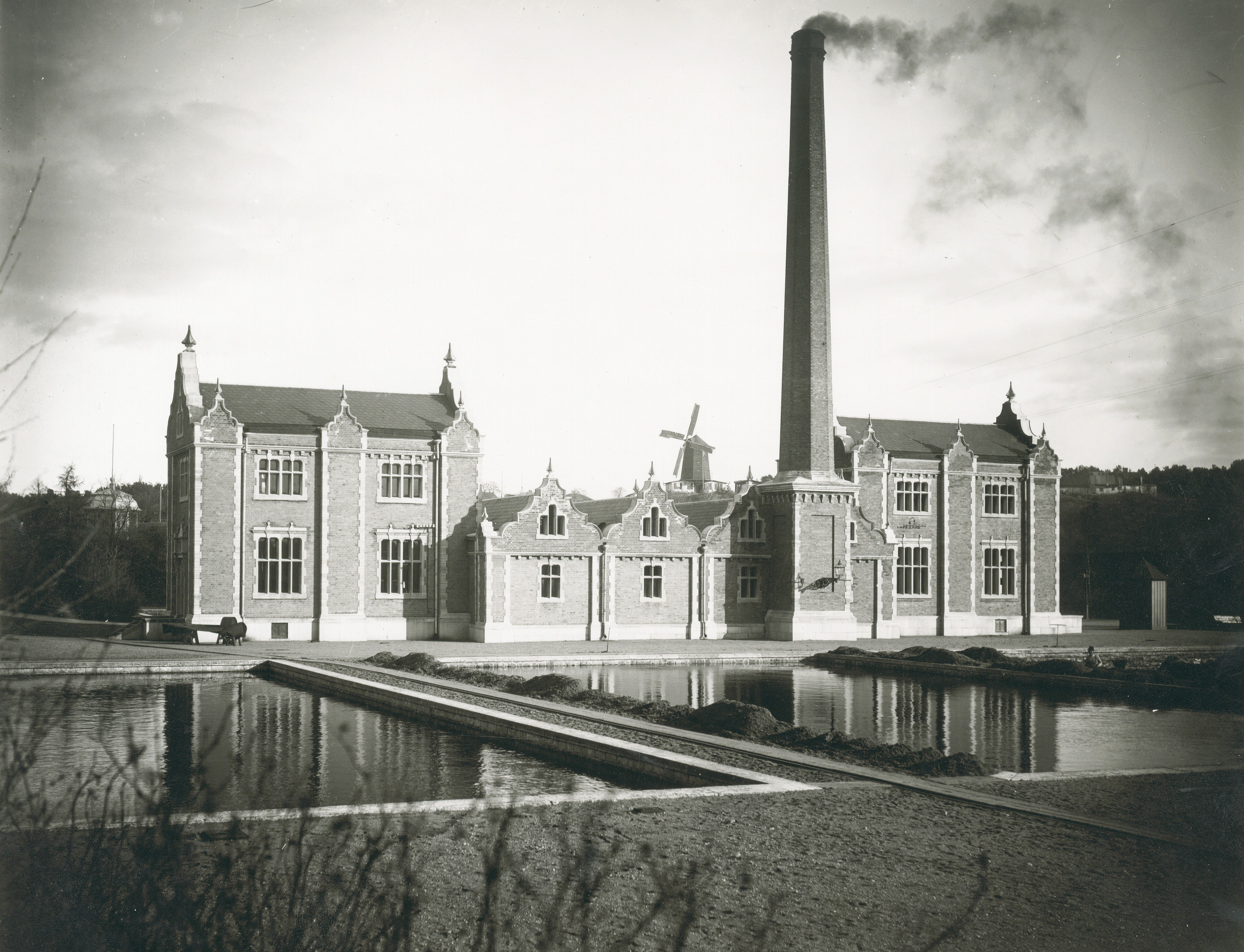
Skanstullsverket på 1890-talet
fotografi av Otto Alrutz.

Alrutz studerade dels i Maria Magdalena högre lärdomsskola, dels privat. Han genomgick Teknologiska institutet 1859–1862 och företog studieresor till Tyskland och Storbritannien. Alrutz tjänstgjorde vid statens fyringenjörskontor 1862–1864, och var under den tiden posthavande ingenjör vid byggandet av Sandhammarens fyrar 1862 och vid nybyggandet av Landsorts fyr 1863. Han var även posthavande ingenjör vid anläggningen av Jönköpings vattenledning 1864–1865. Från 1866 var Alrutz underingenjör vid Stockholms vattenledningsverk och blev chef för verket 1871 och efterträdare av Wilhelm Leijonancker.
På hans förslag och under hans ledning utökades de vid Årstaviken anlagda Stockholms Stads vattenledningsverk och byggde vattenreservoarer på Södermalm (Mosebacke vattentorn), i Vanadislunden (Vanadislundens vattenreservoar) och Vattenborgen, Stadshagen. År 1884 införde Alrutz en fortlöpande analys av vattenkvaliteten efter Edward Franklands metod och från 1887 även bakteriologisk kontroll. 
Åren 1872–1874 var Alrutz även chef för Stockholms gatu- och trumbyggnadsarbeten. Därutöver var han brandadjutant från 1873 och brandinspektör 1876–1896, varefter han avgick med pension. Alrutz var även tillförordnad byggnadschef från 1894 och ordinarie byggnadschef 1895–1908. Alrutz blev riddare av Vasaorden 1878, riddare av Nordstjärneorden 1896 och kommendör av Vasaorden 1902.
Alrutz ligger begravd på Norra begravningsplatsen i Stockholm.